# Station expérimentale de Chamberet
La station expérimentale de Chamberet est un centre de recherches public français, créé en 1972, et situé sur la commune de Chamberet en Corrèze. Gérée par l’Institut français du cheval et de l'équitation (IFCE), elle constitue un outil unique en Europe pour la recherche équine[non neutre].  

## Histoire
Le centre est créé en 1972, à partir d'un troupeau de chevaux typés Selle français et Anglo-arabe. Ce troupeau est employé pour tester divers dispositifs et techniques, tels que la puce électronique, des tests sur l'alimentation des équidés, sur la fertilité, l'insémination artificielle et le transfert d'embryon, ainsi que des recherches en éthologie équine. 

## Description
La station expérimentale couvre 130 hectares, et est désormais gérée par l'Institut français du cheval et de l'équitation. Elle bénéficie d’un climat et d’un environnement favorables à l’élevage des équidés et d’un bon isolement sanitaire. Sur ce site, l’Institut français du cheval et de l’équitation accompagne les chercheurs des laboratoires privés et publics, tels que l’INRA, le CNRS, les universités, dans la mise en œuvre de protocoles expérimentaux. La station fournit des animaux et des modèles d’élevage de qualité pour aider les chercheurs à répondre aux questions de la filière. L’un des enjeux majeurs est l’optimisation économique de la production d’un cheval sain physiquement et psychiquement. La station produit également des références sur l’élevage des équidés qu’elle valorise auprès de la profession. 
Des recherches y sont conduites pour des organismes publics ou privés, tels que l'INRA, le CNRS et diverses universités européennes

## Équipe
L’équipe est composée de 12 personnes, et le cheptel équin varie entre 170 et 200 chevaux à l’année. Tous les ans, environ 30 naissances ont lieu sur le site. 60 à 80 juments poulinières sont stationnées. 
Un seul étalon est employé pour la saillie une année sur deux, afin d'obtenir des poulains homogènes. Les poulains surnuméraires sont vendus pour le loisir ou la compétition vers l'âge de trois ans.